# Vláknové tření

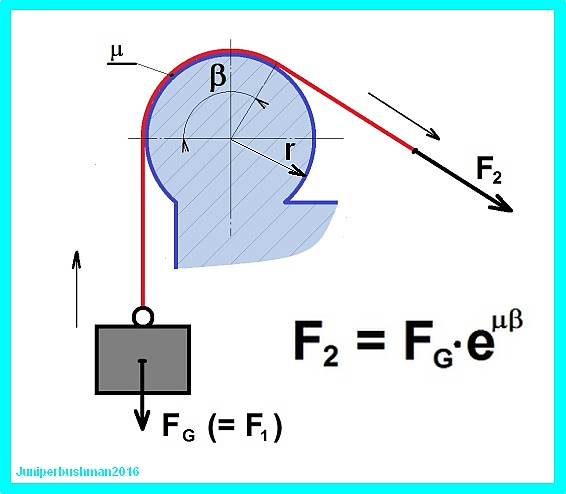
Tažení zatíženého pásu přes válec

Vláknové tření (také pásové tření) je odpor, který je kladen vláknu (pás, lano) při jeho smýkání po zaoblené ploše.

## Výpočet
Ideální nehmotné vlákno je zatížené na konci silou {\displaystyle F_{1}} (břemenem), tažené přes ideální válcovou plochu o poloměru r, s níž má součinitel Coulombova smykového tření {\displaystyle \mu }, tak, že se dotýká v úhlu {\displaystyle \beta } (takzvaný úhel opásání), musí být taženo silou {\displaystyle F_{2}}, pro kterou platí takzvaný Eulerův-Eytelweinův vzorec:
{\displaystyle F_{2}=F_{1}\cdot e^{\mu \beta }\,} , kde {\displaystyle e} je Eulerovo číslo a {\displaystyle \beta } je úhel udaný v obloukové míře.
Z uvedeného vztahu vyplývá, že na poloměru válce nezáleží.

## Využití
Hlavní využití efektu vláknového tření ve strojírenství je v řemenových převodech, kde vláknové tření limituje velikost přenášeného výkonu. Dále se využívá vláknové tření v pásových brzdách a ve Schwarzově třecí spojce. Uvazování lodí na dva čepy bez uzlu je založeno na vláknovém tření. Soudržnost věcí vytvořených zkrucováním vláken tj. textilií, nití, provazů a lan je také dána vláknovým třením.

## Závislost jednotlivých veličin na velikosti tření
Ze vzorce je jasné že:
- Velikost síly {\displaystyle F_{2}} je přímo úměrná zatěžující síle {\displaystyle F_{1}}
- {\displaystyle e} "Eulerovo číslo" je konstantní a číselně přibližně odpovídá 2,718.
- Vzrůstající velikost úhlu opásání a součinitele tření velmi razantně zvětšuje vláknové tření, protože tyto veličiny jsou v součinu a navíc v exponentu.

## Transformace vzorce při různém působení síly
Ze vzorce vyplývá, že těleso je možné nahoru vytahovat, nebo jen kontrolovaně spouštět . Zásadní pravidlo pro určení sil zní SÍLA F2 JE VŽDY TA VĚTŠÍ SÍLA.

### Vysvětlení, proč je F2vždy větší
- Vycházejme ze základního vzorce {\displaystyle F_{2}=F_{1}\cdot e^{\mu \beta }\,}.

Tento vztah, respektive součin má dva členy. F1 necháme, protože to je právě ta síla, se kterou F2 porovnáváme. Kdyby se zvětšila/zmenšila F1, přímo úměrně se zvětší/zmenší F2.
Vyplývá nám tedy, že aby byla F2 menší než F1, musí být {\displaystyle e^{\mu \beta }\,}menší než jedna, protože jestliže vynásobíme F1 číslem menší jedna, dostaneme menší číslo, než je F1 (500×0,9=450, 450<500).
Člen {\displaystyle e^{\mu \beta }\,}je tedy ten, který musí být menší než jedna. Aby bylo Člen {\displaystyle e^{\mu \beta }\,} menší než jedna je potřeba, aby
- byla velikost Eulerova čísla menší jedné, což není. Odpovídá totiž 2,71. Kdyby ale bylo {\displaystyle e} menší jedné a součin úhlu opásání a součinitele tření roven jedné, tak by byl celý součin, třeba (pro nesmyslné {\displaystyle e} rovné 0,68) {\displaystyle F_{2}=F_{1}\cdot 0,68^{1}\,}. Tedy F2 by byla 0,68 větší než F1 takže menší. Právě jsme se ale dozvěděli, že to nejde.
- byl součin {\displaystyle \mu \beta } menší než nula. Tedy záporné číslo, což nemůže být, protože žádný záporný úhel opásání ani záporný součinitel tření není.
- Kdyby byl součin NULA, což také nejde, protože buďto {\displaystyle \mu } nebo {\displaystyle \beta } by muselo být nula, což také nejde. Ale kdyby to šlo (ideální stav bez tření např. kdy {\displaystyle \mu =0}), tak by bylo {\displaystyle F_{2}=F_{1}\cdot e^{0}\,}. Cokoliv na nultou je jedna, takže by se {\displaystyle F_{2}=F_{1}\cdot 1}. To ale jen v teorii při nulovém tření.

Existují tedy úkony dvojího typu:
- Břemeno táhne síla přes větev vzhůru, tzn platí vzorec {\displaystyle F_{2}=F_{1}\cdot e^{\mu \beta }\,}.
- Břemeno sjíždí dolů a síla ho jen brzdí (Kdybychom působili silou menší, břemeno by se nekontrolovaně řítilo dolů.). Vzorec pro tento případ se poněkud upraví (F2 je větší síla, tudíž tíha břemene) {\displaystyle F_{1}\,={\frac {F_{G}}{e^{\mu \beta }}}}.